# Lasioglossum phaceliarum
Lasioglossum phaceliarum är en biart som först beskrevs av Cockerell 1919.  Lasioglossum phaceliarum ingår i släktet smalbin, och familjen vägbin. Inga underarter finns listade i Catalogue of Life.